# جيم ماكمانوس (لاعب كرة قاعدة)
جيم ماكمانوس (بالإنجليزية: Jim McManus)‏ هو لاعب كرة قاعدة أمريكي، ولد في 20 يوليو 1936 في بروكلين في الولايات المتحدة.

## وصلات خارجية
- جيم ماكمانوس على موقع الدوري الياباني لكرة القاعدة (الإنجليزية)
- جيم ماكمانوس على موقعبيزبول رفرنس.كوم (الدوري الرئيسي) (الإنجليزية)
- جيم ماكمانوس على موقعبيزبول رفرنس.كوم (الدوري الثانوي) (الإنجليزية)
- جيم ماكمانوس على موقع مشجعي الرسوم البيانية (الإنجليزية)